# بغض (فیلم ۱۳۹۰)
بغض فیلمی ایرانی به کارگردانی و نویسندگی رضا درمیشیان و محصول ۱۳۹۰ است.

## تولید
درمیشیان قصد داشت این فیلم را در تهران بسازد ولی اجازه ساخت فیلم را در ایران پیدا نکرد و در نتیجه قصه و فضای داستان را به خارج از ایران برد و به شرط ساخت فیلم در خارج از کشور پروانه ساخت گرفت. فیلم به طور کامل در شهر استانبول، ترکیه فیلمبرداری شده است و باران کوثری و بابک حمیدیان و مهران احمدی بازیگران اصلی آن هستند.
فیلم‌برداری بغض در ۲۰ اردیبهشت ۱۳۹۰ آغاز و پس از بیست و شش جلسه فیلمبرداری، در ۱۵ خرداد به پایان رسید. تمام مراحل فنی فیلم در تهران، ایران انجام شده است.
بغض در سی‌امین جشنوارهٔ فیلم فجر مورد استقبال منتقدان و نویسندگان سینمای ایران قرار گرفت اما با این‌حال از داوری و بخش مسابقهٔ اصلی این جشنواره کنار گذاشته شد. هر چند بغض جایگاه خود را پیدا کرد و در سی‌امین جشنواره فیلم فجر با استقبال شدید منتقدان و نویسندگان سینمای ایران روبرو شد. این فیلم در اولین حضور بین‌المللی خود نیز در بخش رقابتی فیلم‌های اول سی و ششمین جشنواره فیلم مونترال کانادا مورد استقبال تماشگران و منتقدان قرار گرفت.
بغض اولین ساختهٔ بلند رضا درمیشیان بود و با شعار «فیلم دههٔ شصتی‌ها» در مهر ۱۳۹۱ به اکران عمومی سینماهای ایران درآمد و در حدود چهارصد میلیون تومان در گیشه فروش کرد. بغض نخستین فیلم ایرانی است که علاوه بر دی‌وی‌دی، نسخهٔ بلو-ری استاندارد آن تولید و توزیع شده است. بنا به دستور شورای پروانه نمایش خانگی وزارت فرهنگ و ارشاد اسلامی، تماشای این فیلم برای افراد زیر ۱۶ سال ممنوع است.

## خلاصه فیلم
بغض داستان تلخ مهاجرت است. ماجرای پرتنش عشق و نفرت و داستان دو روایت از دو مقطع زندگی حامد و ژاله در استانبول است. ژاله و حامد دو جوان از نسل سوم مهاجران ایرانی هستند که ناخواسته تن به مهاجرت داده‌اند.
روایت اول: حامد (بابک حمیدیان) پسر جوان ایرانی گرافیت‌کاری در ترکیه، که کارش کشیدن نقاشی‌های خیابانی است، مجردی نمی‌تواند وارد دیسکو شود. او برای رفتن به داخل دیسکو با ژاله (باران کوثری) آشنا می‌شود و این آغاز رابطه عاشقانه آنهاست.
روایت دوم: هشت ساعت سرنوشت ساز زندگی حامد و ژاله در آخرین ساعات حضورشان در استانبول که دست به سرقت از مغازه عموی حامد (مهران احمدی) می‌زنند و...

## بازیگران
- باران کوثری در نقش ژاله
- بابک حمیدیان در نقش حامد
- مهران احمدی در نقش عموی حامد

## نمایش خانگی
بغض نخستین فیلم سینمای ایران است که علاوه بر دی. وی. دی، نسخه بلوری استاندارد آن تولید و توزیع شده است.
بنا به دستور شورای پروانه نمایش خانگی وزارت فرهنگ و ارشاد اسلامی، تماشای این فیلم برای افراد زیر ۱۶ سال ممنوع است.
بغض از تولیدات مستقل سینمای ایران است. سینمای مستقل به این معنی که برای ساخت این فیلم از هیچ نهاد، سازمان، مرکز، موسسه، ارگان، شبکه، بنیاد دولتی و غیر دولتی هزینه، وام و کمک هزینه‌ای دریافت نشده است و فیلم کاملاً تولید بخش خصوصی است. «بغض» تاکنون مجوز پخش از تلویزیون دولتی ایران را دریافت نکرده است.

## جوایز
- برنده جایزه بهترین کارگردانی فیلم اول و خلاقیت و استعداد درخشان از ششمین جشن منتقدان و نویسندگان سینمای ایران به رضا درمیشیان
- برنده تندیس بهترین تدوین از ششمین جشن منتقدان و نویسندگان سینمای ایران به هایده صفی‌یاری
- برنده بهترین فیلم برداری از ششمین جشن منتقدان و نویسندگان سینمای ایران برای تورج اصلانی
- برنده جایزه قورباغه برنزی بهترین فیلم برداری بیستمین جشنواره فیلم هنر فیلمبرداری کمرایمیج
- کاندیدای بهترین بازیگر نقش اول زن (باران کوثری) از سی امین جشنواره بین‌المللی فیلم فجر
- نامزد دریافت تندیس حافظ بهترین دستاورد فنی و هنری از چهاردهمین جشن سینمایی/ تلویزیونی «حافظ» برای هایده صفی‌یاری
- کاندیدای بهترین فیلم اول شانزدهمین جشن خانه سینما

## حضور جهانی
فیلم بغض در جشنواره‌های زیر به نمایش در آمد
- سی و ششمین جشنواره بین‌المللی فیلم مونترال
- بیست و هشتمین جشنواره فیلم ورشو لهستان
- بیستمین جشنواره فیلم هنر فیلمبرداری کمرایمیج، لهستان
- سی و هفتمین جشنواره فیلم کلیولند آمریکا
- پنجمین جشنواره فیلم دیدار تاجیکستان
- دومین جشنواره فیلم‌های استرالیا
- بیست و ششمین جشنواره بین‌المللی بارباکان اسلواکی
- سومین جشنواره فیلم‌های ایرانی لندن
- دوازدهمین جشنواره فیلم مهاجرت تورنتوی کانادا
- دومین جشنواره فیلم هانوی ویتنام
- اولین جشنواره فیلم «کوچی» هند
- پنجمین جشنواره بین‌المللی فیلم «جیپور» هند
- جشنواره فیلم خاورمیانه ادینبورگ، اسکاتلند
- جشنواره فیلم اکتشاف پرت، استرالیا
- دومین جشنواره فیلم‌های ایرانی پاریس/ ۲۰۱۴